# Groeve de Grote Dolekamer
De Groeve de Grote Dolekamer is een Limburgse mergelgroeve in de Nederlandse gemeente Eijsden-Margraten. De ondergrondse groeve ligt ten oosten van Gronsveld nabij de Eckelraderweg in het Savelsbos. De groeve ligt aan de westelijke rand van het Plateau van Margraten in de overgang naar het Maasdal. Ter plaatse duikt het plateau een aantal meter steil naar beneden.
Op een dertigtal meter naar het noordwesten ligt de Groeve de Kleine Dolekamer. Op ongeveer 200 meter naar het oosten ligt aan de andere kant van de weg de Trichterberggroeve en op ongeveer 350 meter naar het noordoosten de Groeve op de Trichterberg I. Op ongeveer 800 meter naar het noorden liggen de groeves Riesenberggroeve, Groeve boven op de Riesenberg en de Varkensgatgroeve en op ongeveer 300 meter naar het zuiden liggen de Savelsberggroeve en Grindgroeve Savelsbos.
De naam van de groeve komt van het Limburgse woord voor kauw, de Däölke, die graag zou nestelen in de holtes in kalksteen.

## Geschiedenis
Voor 1500 werd de Grote Dolekamer reeds ondergronds ontgonnen door blokbrekers. In latere tijden werd het voorste gedeelte van de ondergrondse groeve door dagbouw afgegraven. Nog weer later werd er in het door dagbouw afgegraven deel een openluchttheater ingericht.
Sinds 1953 is het Savelsbos inclusief het gebied van deze groeve in beheer van Staatsbosbeheer.

## Groeve
De Grote Dolekamer heeft een afmeting van 140 meter bij 60 meter. De groeve bestaat uit een hoofdgang met enkele zijgangen.